# Ulpius Victor (Statthalter)
Ulpius Victor (sein Praenomen ist nicht bekannt) war ein im 2. Jahrhundert n. Chr. lebender Angehöriger des römischen Ritterstandes (Eques).
Durch ein Militärdiplom ist belegt, dass Victor 153 Statthalter der Provinz Raetia war. Durch zwei Inschriften ist nachgewiesen, dass er danach noch Statthalter (Procurator Augusti) der Provinz Noricum war; er übte dieses Amt vermutlich von 155 bis 157 aus.